# 高雄村 (兵庫県)
高雄村（たかおむら）は、兵庫県赤穂郡にあった村。現在の赤穂市中心部の北東一帯、千種川の流域にあたる。

## 地理
- 山岳：高雄山
- 河川：千種川

## 歴史
- 1889年（明治22年）4月1日 - 町村制の施行により、立巌村・目坂村・木津村・真殿村・中山村の区域をもって発足。
- 1951年（昭和26年）9月1日 - 赤穂町・坂越町と合併して赤穂市が発足。同日高雄村廃止。

## 交通

### 鉄道路線
- 赤穂鉄道（本町廃止3ヶ月後の12月12日廃線）
  - 赤穂鉄道線
    - 富原駅 - 真殿駅 - 周世駅 - 根木駅 - 目坂駅

現在は旧町域を山陽新幹線が通過するが、当時は未開業。

### 道路
現在は旧村域を山陽自動車道が通過するが、当時は未開通。